# Hollywood Vampires (album)
Hollywood Vampires – debiutancki album studyjny amerykańskiej supergrupy Hollywood Vampires, wydany 11 września 2015 roku, nagrany na cześć muzyków rockowych zmarłych w latach '70. Na albumie pojawiają się liczni goście, min. Paul McCartney, Slash, Robby Krieger, Dave Grohl, Brian Johnson, Perry Farrell i Zak Starkey. Albumowe intro, "The Last Vampire", zostało nagrane z udziałem angielskiego aktora i piosenkarza Christophera Lee na krótko przed jego śmiercią. Na Hollywood Vampires składają się głównie covery utworów z lat '70, z których dwie piosenki to oryginalne utwory. Wydanie japońskie zawiera dodatkowy utwór "I'm a Boy", który w 2016 roku pojawił się wraz z dwoma nowymi utworami na wydaniu Deluxe.

## Lista utworów
1. "The Last Vampire" – 1:35
2. "Raise the Dead" – 3:31
3. "My Generation" – 2:47
4. "Whole Lotta Love" – 4:13
5. "I Got a Line on You" – 2:48
6. "Five to One/Break on Through (to the Other Side)" – 4:17
7. "One/Jump into the Fire" – 5:07
8. "Come and Get It" – 2:59
9. "Jeepster" – 2:42
10. "Cold Turkey" – 3:07
11. "Manic Depression" – 2:43
12. "Itchycoo Park" – 2:55
13. "School’s Out/Another Brick in the Wall Part 2" – 5:14
14. "My Dead Drunk Friends" – 4:30

Deluxe Version
1. "I'm a Boy" - 2:38
2. "Seven and Seven Is" - 3:08
3. "Bad As I Am" - 3:44